# Kazys Škirpa

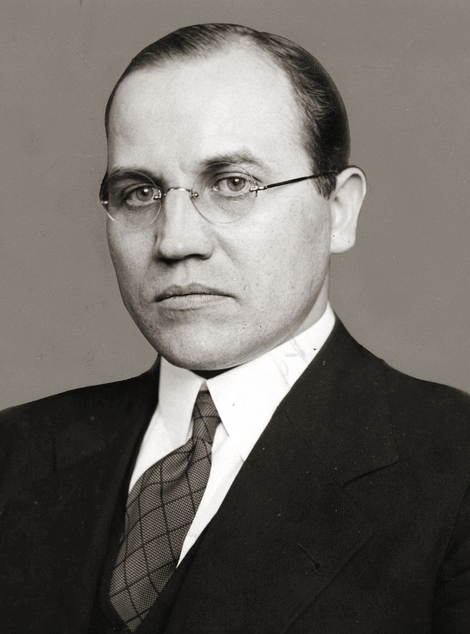

Kazys Škirpa (* 18. Februar 1895  in Namajūnai, Wolost Saločiai, Gouvernement Kowno, Russland, jetzt Rajongemeinde Pasvalys; † 18. August 1979 in Washington, D.C.) war ein litauischer Politiker und Diplomat, Botschafter, Oberst und Gründer von Lietuvių aktyvistų frontas.

## Leben
Bis 1915 absolvierte er das Gymnasium Mintauja und studierte am Kommerzinstitut Peterburg. 1916 wurde er zur Kaiserlich Russischen Armee einberufen. Er absolvierte die Kriegsschule Petergof und wurde Offizier. 1921 studierte er an der Militärfakultät der ETH Zürich in der Schweiz, im Folgejahr besuchte er Hochschulkurse für Offiziere in Kaunas. 1925 absolvierte er die Königliche Militärakademie in Brüssel. Schon 1918 war er Freiwilliger der Litauischen Armee geworden.
Von 1920 bis 1921 war er Vertreter im Steigiamasis Seimas in der Fraktion Lietuvos socialistų liaudininkų demokratų partija (Teil des Blocks LSLDP und Lietuvos valstiečių sąjunga).1925 leitete er die 2. Abteilung im Generalstab der litauischen Streitkräfte. Er war Lektor in den Hochschulkursen für Offiziere und lehrte in der Kriegsschule Kaunas. Ab 1927 war er Diplomat und ab 1927 Leiter der Konsularabteilung in der Gesandtschaft Berlin. Ab 1928 war er litauischer Kriegsvertreter für Deutschland. Danach war er Gesandter in Deutschland, Lettland und Polen.
Nach der Besetzung Litauens durch die Sowjetunion im Jahr 1940 floh Škirpa nach Deutschland und gründete die Litauische Aktivistenfront (LAF), eine kurzlebige Widerstandsorganisation, deren Ziel es war, Litauen zu befreien und seine Unabhängigkeit wiederherzustellen, indem sie mit den Nationalsozialisten zusammenarbeitete. Als die Deutschen im Juni 1941 in die Sowjetunion einmarschierten, kooperierten viele Mitglieder der LAF mit ihnen und töteten tausende litauische Juden (siehe Holocaust in Litauen).
Nach dem Zweiten Weltkrieg wurde er nach Paris evakuiert. Ab 1946 lebte er in Irland, ab 1949 in USA, wo er bei der bei Library of Congress arbeitete.
1995 wurde sein Grab im Friedhof Petrašiūnai errichtet.

## Auszeichnung
- 1920: Vyčio Kryžiaus ordinas,  Riterio kryžius (5. Stufe)